# Ранчо лос Хоселитос (Олинала)
Ранчо лос Хоселитос (шп. Rancho los Joselitos) насеље је у Мексику у савезној држави Гереро у општини Олинала. Насеље се налази на надморској висини од 1540 м.

## Становништво
Према подацима из 2005. године у насељу је живело 11 становника.

### Хронологија
| Година       | 2000       | 2005 |
| ------------ | ---------- | ---- |
| Становништво | 14 (7 / 7) | 11   |

### Попис
| # | Индикатор                        | Вредност |
| - | -------------------------------- | -------- |
| 1 | Укупно појединачних домаћинстава | 2        |